# Melide (La Corogne)
Pour les articles homonymes, voir Melide.
Melide, est un municipio de la comarque de Terra de Melide, dans la province de La Corogne, communauté autonome de Galice, au nord-ouest de l'Espagne. C'est aussi le nom de plusieurs parroquias de ce municipio, ainsi que du chef-lieu du municipio.
Ce municipio est traversé par le Camino francés du Pèlerinage de Saint-Jacques-de-Compostelle, qui passe par ses localités et sites de O Coto, O Leboreiro, Disicabo (ou Desecabo), Parque empresarial de la Magdalena, Furelos, Melide (chef-lieu), O Carballal, O Raído, Parabispo.

## Géographie

### Municipios limitrophes
- Au nord :
- Au sud :
- À l'est :
- À l'ouest :

## Divisions administratives
Le municipio de Melide recouvre les parroquias et localités suivantes :
| - San Salvador de Abeancos (234 habitants en 2004), avec ses localités de Andeán, As Barreiras, Castro, Compostela, Curutelo, A Eirexe, O Feal, Goxán Grande, Goxán Pequeno, Guillar, A Martagona, Pereiras, A Ponte da Pedra, Requeixo, A Revolta, Sucarreira, A Veiga, Zaramil ; - Santa María dos Ánxeles (377 habitants en 2004), avec ses localités de Os Ánxeles, O Campiño, O Castiñeiro, Corvelle, O Forte Novo, O Forte Vello, Garceiras, O Mascaño, Penacova, O Rañadoiro, O Ribeiro, Teixín, Vilanova ; - Santiago de Baltar (62 habitants en 2004), avec ses localités de Baltar, Eixe de Lamas, A Fogueirada, O Picho, Piñeiros, O Ribeiro ; - San Mamede do Barreiro (108 habitants en 2004), avec ses localités de O Barreiro de Abaixo, O Barreiro de Arriba, Castelo, O Mato, Parabispo, O Raído, Riocovo ; - San María de Campos (122 habitants en 2004), avec ses localités de Alvite, Cabazás, O Casal, A Costa, A Florida, Gudín, Outeiro, San Lourenzo, A Veiga ; - San Tomé de Castro (47 habitants en 2009), avec ses localités de Casanova, Castro, As Cazallas ; - San Pedro de Folladela (143 habitants en 2004), avec ses localités de A Andoriña, Campo Longo, Chapelín, Eirexe, As Figueiras, Fontexoán, O Foro, Guende, Marcoraos de Abaixo, Marcoraos de Arriba, A Pena, O Pereiro, O Porto ; - San Xoán de Furelos (246 habitants en 2004), avec ses localités de Furelos, Petos, Piñor ; - San Xoán de Golán (73 habitants en 2004), avec ses localités de O Campo da Capela, O Casal, A Casanova, Mundín, Outeiro, A Uceira ; - San Martiño de Gondollín (132 habitants en 2004), avec ses localités de A Garea, Gondollín, Lourés, Tabeira ; - San María de Grobas (62 habitants en 2004), avec ses localités de O Castelo, Cuíña de Abaixo, Cuíña de Arriba, O Formigueiro, Grobas ; - Santa María do Leboreiro (90 habitants en 2004), avec ses localités de O Coto, Desecabo (ou Disicabo), O Leboreiro, A Ponte ; - San Pedro de Maceda (174 habitants en 2004), avec ses localités de Casal, Casalmeao, Casas Novas, Castiñeiroa, Donide, Lobeiro, Maceda, Marrás, Paraños, Pardiñeiros, Penela, Piñeiro, A Vila : - San Pedro do Meire (50 habitants en 2004), avec ses localités de Castro, A Graña, O Meire, Penagundín ; - San Pedro de Melide (4411 habitants en 2004), avec sa localité unique de Melide, le chef-lieu du municipio. - San Martiño de Moldes (106 habitants en 2004), avec ses localités de A Casilla, Fisteos, Fondelo, Mirce, Moldes de Abaixo, San Martiño, Sobradelo, Teillor, Trasfontao, O Vilar ; - San Cristina de Orois (57 habitants en 2004), avec ses localités de As Candas, Carballas, A Fraga, Orois de Abaixo, Orois de Arriba, A Pena, Os Salgueiros ; - San Mariña de Pedrouzos (51 habitants en 2004), avec ses localités de O Fervedoiro, Pedrouzos, Santa Mariña, Vilaverde ; - San Cibrao (349 habitants en 2004), avec ses localités de Cabanelas, As Cazallas, Priorada, San Cibrao, A Torre, Trasmundi ; - San Cosme de Abeancos (139 habitants en 2004), avec ses localités de Arribas, A Lamela, O Mesón, A Moreira, O Real, Romeao, San Cosme, Segade, Sobradelo, Traspedra, Vilela, O Xardín ; - Santa María de Melide (246 habitants en 2004), avec ses localités de O Carballal, Catasol, A Madorra, Montecelo, Penas, O Rañado, Santa María, Serrallo ; - Santalla de Agrón (92 habitants en 2004), avec ses localités de Cepelos, Corral do Medio, A Eirexe, As Lamelas, Saville, O Vilar ; - San Martiño das Varelas (162 habitants en 2004), avec ses localités de O Castro, Montoutiño, Montouto, Quintela, Reboredo, San Martiño de Abaixo, San Martiño de Arriba, O Vilar ; - San Vicente de Vitiriz (44 habitants en 2004), avec ses localités de A Pena, Rocamador, Valadás ; - Santiago de Xubial (97 habitants en 2004), avec ses localités de O Alto, Alvite, Atal, A Chancela, Cortiñela, Covas, Eirexe, A Madorra, Marín, Parafita, O Quintal, A Rata, Rielo, O Tarrío ; - San Xiao de Zas de Rei (142 habitants en 2004), avec ses localités de As Conchadas, A Fonte Ouxín, O Lago, Panadeiros, O Pardal, O Real Novo, O Real Vello, Roirís, San Xiao, As Seixas, A Torriña, Vilela, Vilouriz, A Xandraga ; |

## Culture et patrimoine

### Pèlerinage de Compostelle
Melide est l'une des dernières étapes du chemin de Saint-Jacques-de-Compostelle.
Par le Camino francés du Pèlerinage de Saint-Jacques-de-Compostelle, le chemin vient du municipio de Palas de Rei, en passant par les localités et sites de Portos, Vilar de Donas (hors chemin), Lestedo, Os Valos, A Mamurria, A Brea, Abenostre, As Lamelas, O Rosario, Os Chacotes (aire de loisirs), Palas de Rei (chef-lieu), Carballal, San Xulián do Camiño, A Pallota, A Ponte Campaña, Casanova, Porto de Bois, A Campanilla.
Dans ce municipio de Melide,le chemin parcourt les localités et sites de O Coto, O Leboreiro, Disicabo (ou Desecabo), Parque empresarial de la Magdalena, Furelos, Melide (chef-lieu), O Carballal, O Raído, Parabispo.
Le prochain municipio traversé est Arzúa, en passant par les localités ou sites de A Peroxa, Boente, Punta Brea, A Castañeda, Ribadiso da Baixo, Arzúa (chef-lieu), As Barrosas, Pregontoño (ou Preguntoño en espagnol), A Peroxa, Taberna Vella, A Calzada.

### Patrimoine religieux

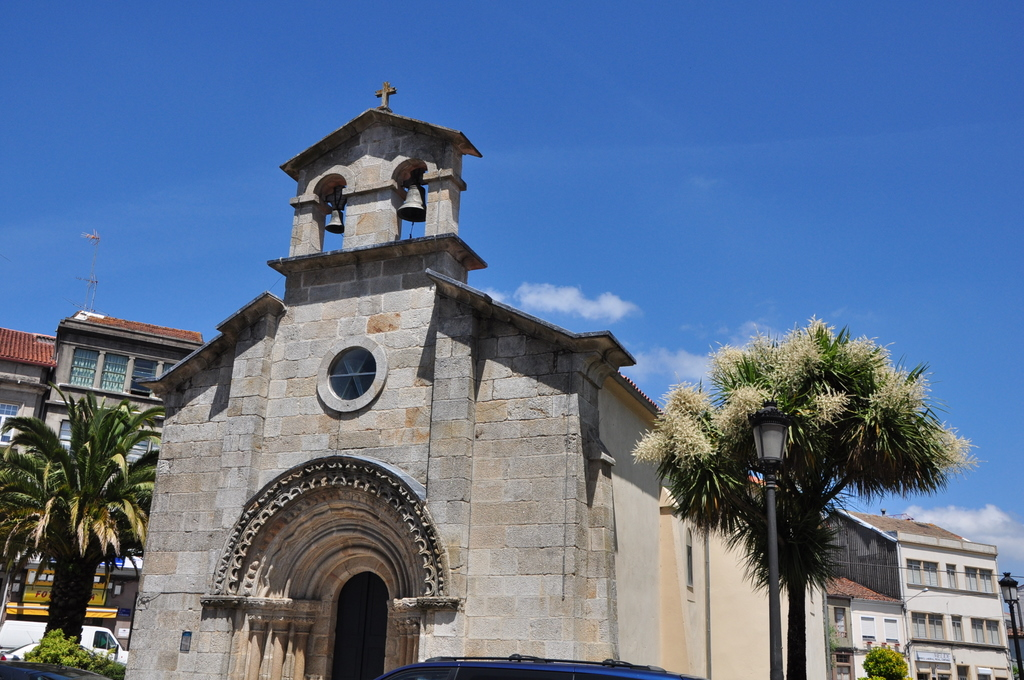
Église à Melide
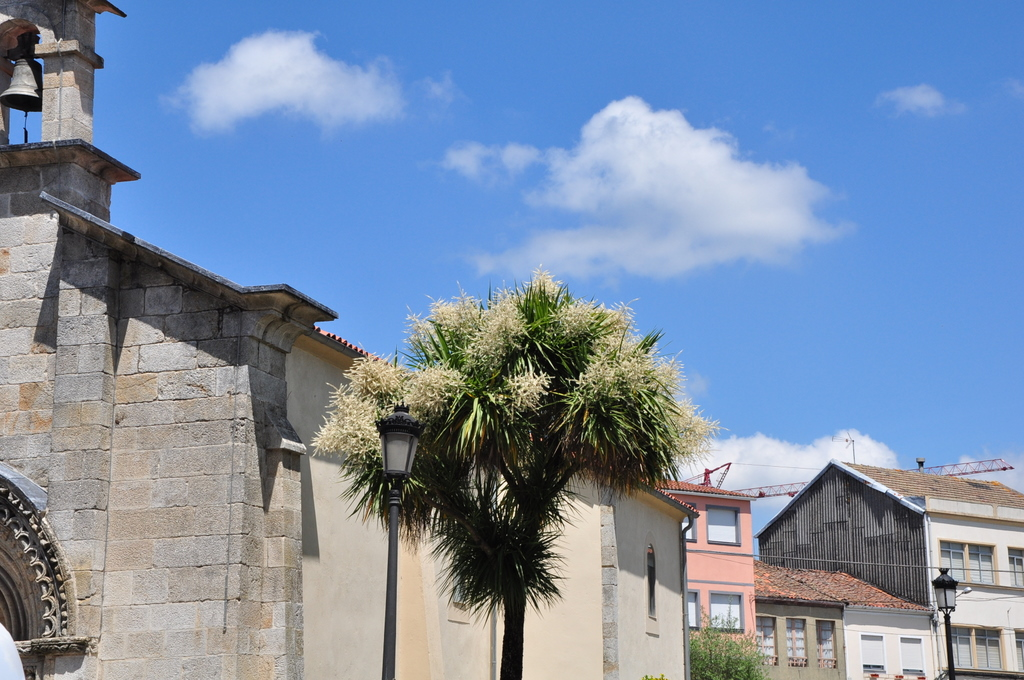
Église à Melide

### Patrimoine civil

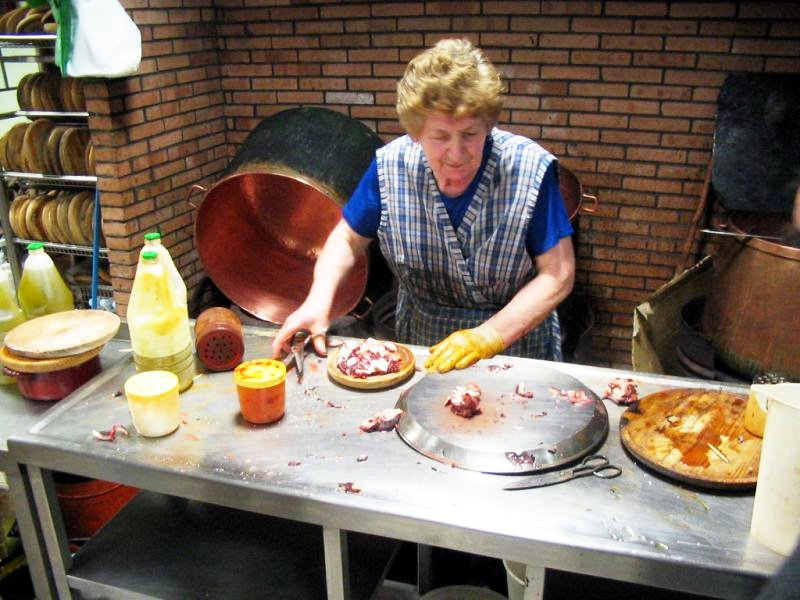
Pulperia Ezequiel
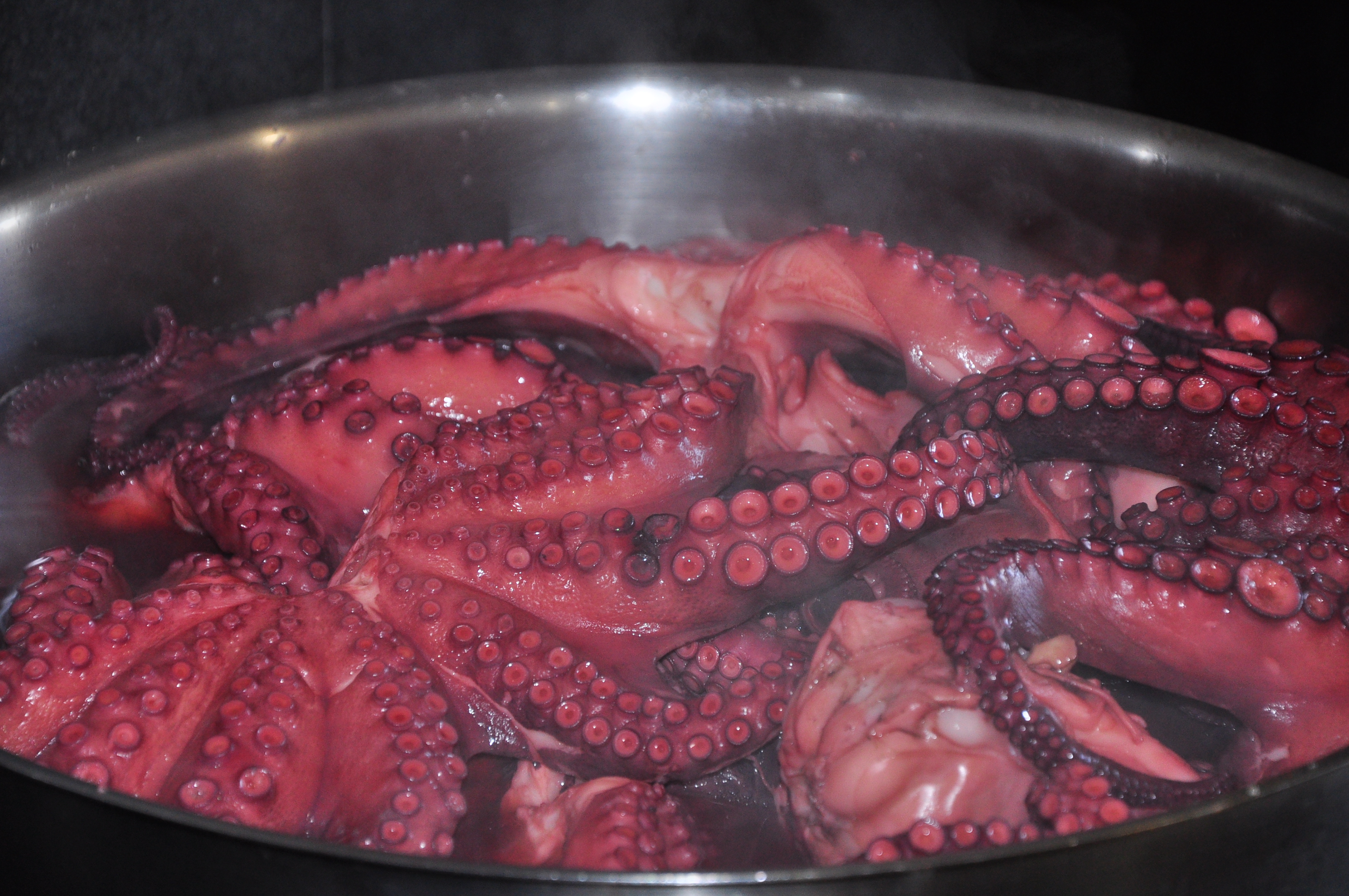
Pulperia Ezequiel
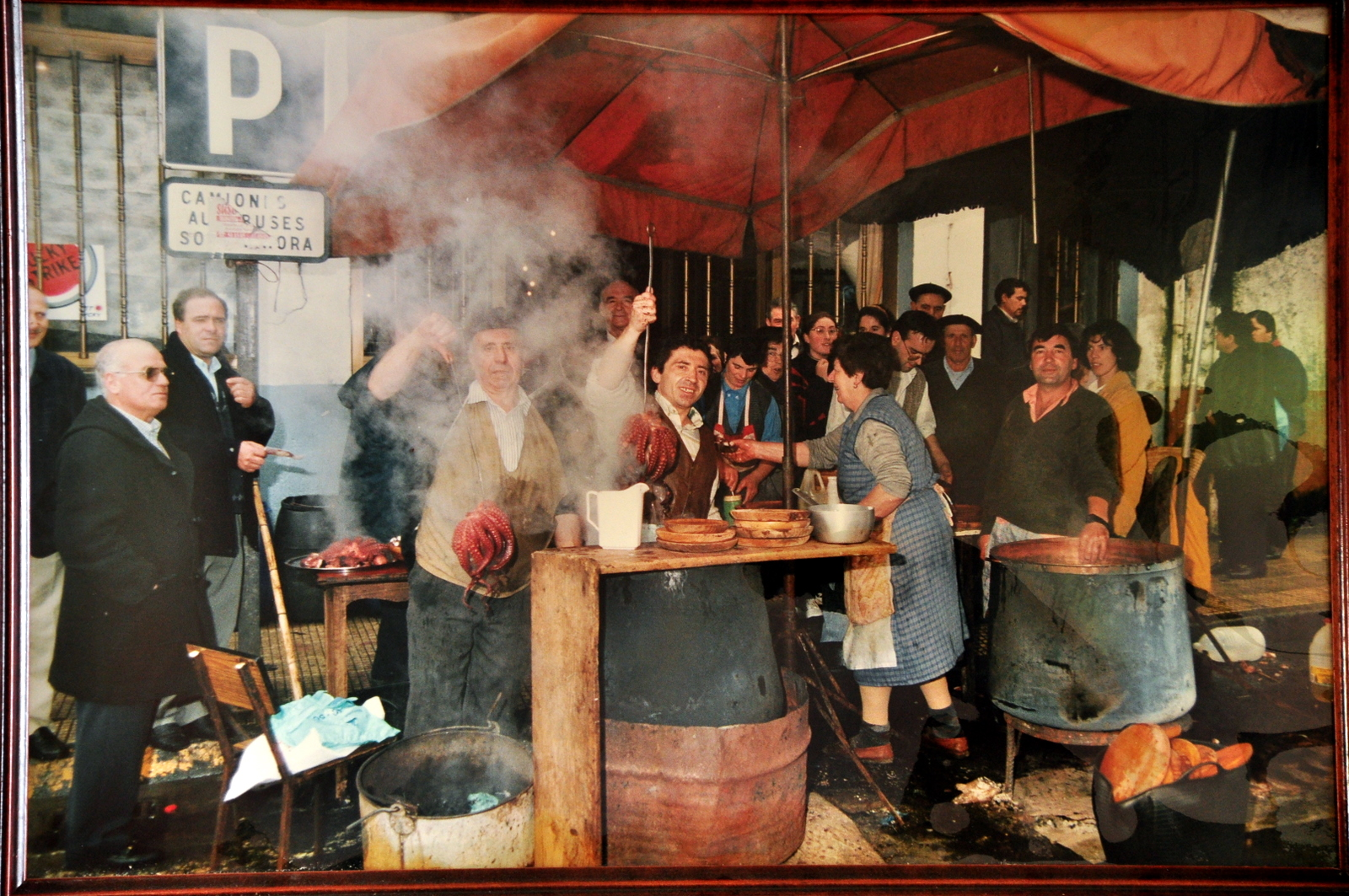
Pulperia Ezequiel

## Sources et références
- (gl) Cet article est partiellement ou en totalité issu de l’article de Wikipédia en galicien intitulé « Melide » (voir la liste des auteurs).
- (fr) Grégoire, J.-Y. & Laborde-Balen, L. , « Le Chemin de Saint-Jacques en Espagne - De Saint-Jean-Pied-de-Port à Compostelle - Guide pratique du pèlerin », Rando Éditions, mars 2006,  (ISBN 2-84182-224-9)
- (fr)« Camino de Santiago St-Jean-Pied-de-Port - Santiago de Compostela », Michelin et Cie, Manufacture Française des Pneumatiques Michelin, Paris, 2009,  (ISBN 978-2-06-714805-5)
- (fr)« Le Chemin de Saint-Jacques Carte Routière », Junta de Castilla y León, Editorial